# Абдразаков, Аскар Амирович
Аска́р Ами́рович Абдраза́ков (баш. Абдразаҡов Асҡар Әмир улы; род. 11 июля 1969 года) — российский оперный певец (бас). Заслуженный артист Российской Федерации (2021), народный артист Башкортостана (1994). Художественный руководитель Башкирского государственного театра оперы и балета с сентября 2019 года.

## Биография
Аскар Абдразаков родился в Уфе в семье деятелей искусства: мать — художница, отец — актёр, режиссёр, основатель киностудии республики Башкортостан, лауреат Государственной премии имени Салавата Юлаева. Брат Ильдара Абдразакова.
С детства Аскар начал выходить на сцену и сниматься в фильмах отца.
После окончания Уфимского института искусств (класс профессора М. Г. Муртазиной) учился в аспирантуре Московской государственной консерватории в классе Ирины Архиповой.
В 1994 году был приглашён исполнить мессу «Глория» Пуччини в Большом зале Московской консерватории, а также принял участие в исполнении оперы «Сказание о невидимом граде Китеже и деве Февронии» Н.Римского-Корсакова на Фестивале в Брегенце (Австрия). В этом же году дебютировал в Большом театре России в партии Дона Базилио («Севильский цирюльник» Россини) и в партии Кончака («Князь Игорь» Бородина).
В 1995 г. состоялся дебют А.Абдразакова в Большом театре России в партиях Дона Базилио и хана Кончака.
В сентябре 2010 года стал министром культуры Республики Башкортостан. В октябре 2011 года против Аскара Абдразакова возбуждено уголовное дело по обвинению в растрате бюджетных средств. В этом же месяце он ушёл в отставку с поста министра.
В марте 2019 года Аскар назначен советником по культуре и искусству врио главы Республики Башкортостан Радия Хабирова. С сентября 2019 года — художественный руководитель Башкирского государственного театра оперы и балета.

## Вокальные партии
Репертуар Аскара Абдразакова включает партии Бориса («Борис Годунов»), Аттилы («Аттила»), Филиппа II («Дон Карлос»), Захарии («Набукко»), Банко («Макбет»), Фиеско («Симон Бокканегра»), Дон Кихота («Дон Кихот»), Мефистофеля («Фауст») («Мефистофель»), Кочубея («Мазепа»), Дон Жуана и Лепорелло («Дон Жуан»).

## Награды и премии
- 1991 — Всесоюзный конкурс имени М.Глинки, лауреат, IV премия.
- 1994 — Международный конкурс вокалистов Unisatransnet (Претория ЮАР), гран-при.
- 1994 — Международный конкурс имени Ф. Шаляпина (Казань), первая премия.
- 1994 — Народный артист Республики Башкортостан.
- 1995 — Международный конкурс имени Марии Каллас (Афины, Греция), гран-при.
- 1998 — Международный конкурс имени Рахманинова (Москва), первая премия.
- 2001 — Золотая именная медаль и премия Фонда Ирины Архиповой «За выдающиеся достижения в исполнительском искусстве в последнее десятилетие XX века».
- 2021 — Заслуженный артист Российской Федерации[5].

## Дискография
- 1994 — сольный концерт, партия фортепиано Наталья Богелава (Финляндия)
- 1995 — «Сказание о Невидимом граде Китеже» Римского-Корсакова, (гусляр), дирижёр Владимир Федосеев (Брегенц, Австрия)
- 1997 — «Реквием» Джузеппе Верди памяти Марии Каллас (Афины)
- 2000 — «Реквием» Джузеппе Верди, дирижёр Марк Эрмлер
- 2008 — «Набукко» Джузеппе Верди (Захария), дирижёр Леви (Париж, Stade de France)
- 2009 — Симфония № 8 Малер, Густав (Pater Ecstaticus), дирижёр Д.Цинман (Цюрих).